# ピーター・シェルダール
ピーター・チャールズ・シェルダール（Peter Charles Schjeldahl, 1942年3月20日 - 2022年10月21日）とは、アメリカの美術評論家、詩人、教育者。ザ・ニューヨーカーの首席美術評論家として知られ、それ以前はヴィレッジ・ヴォイス、ARTnews、ニューヨーク・タイムズに寄稿。

## 幼少期と教育
1942年3月20日、ノースダコタ州ファーゴに生まれる。ピーターの父ギルモアは機内のエチケット袋の発明者であり、NASA初の通信衛星を製造した会社の創業者だった。母シャーリーン（ハンソン）はギルモアのオフィス・マネージャーだった。 故郷のミネソタ州の小さな町で育つ。1962年から1964年までカールトン・カレッジとニュースクールで学ぶ。1962年にジャージーシティの地方紙であるジャージー・ジャーナルや、ミネソタとアイオワ州で記者としてプロのライターとしてのキャリアをスタートした。

## 美術批評家
1964年にパリに渡り、1年間滞在した後、1965年にニューヨークに移住。ニューヨークに移り住むと、ARTnews、ニューヨーク・タイムズ、ヴィレッジ・ヴォイス（1990年から1998年の間）、7 Days（クーパー・ユニオン）での美術評論家を歴任。1998年にはザ・ニューヨーカーに入社し、首席美術評論家を務める。『Artforum』、『Art in America』、『The New York Times Magazine』、『Vogue』、『Vanity Fair』にも寄稿。そのキャリアの中で、美術批評だけでなく詩集も数冊執筆。2019年6月に最後の著書『Hot, Cold, Heavy, Light: 100 Art Writings, 1988-2018』を出版。また、1990年代後半から2000年代前半にかけて4年間、ハーバード大学の視覚環境学科で教鞭をとった。

## 詩人
シェルダールの詩は、ニューヨーク派の特徴的なテーマとスタイルの多くに合致する。現代のポストモダン詩人であるシェルダールは、詩はすべての読者が楽しみ、理解できるものであるべきだと考えていた。バージニア・コモンウェルス大学の『Blackbird』誌とのインタビューで、シェルダールは「不明瞭であったり、難解であったり、威圧的であったりすることに報酬はない」とコメントしている。
シェルダールの詩は、しばしば一般的な経験や身近な出来事を取り上げている。彼の詩 "My Generation "はこう始まる： 「ベトナム／麻薬／公民権／ロック／ウォーターゲート／（この順か）／歴史の打撃が／私の世代に／独特のボロボロのシルエットを残した」。『Blackbird』誌のインタビューで、シェルダールは "人々が読みたいと思うものを書くことが私の糧である "と語っている。

## 受賞
1995年にグッゲンハイム・フェローシップを受賞。1980年にはカレッジ・アート・アソシエーションからフランク・ジュエット・メイザー賞（美術批評部門）を受賞。スターリング・アンド・フランシーン・クラーク・アート・インスティテュートは、ピーターを2008年度クラーク賞の受賞者に選出した。この賞は、「学問に裏打ちされながら、幅広い読者にアピールする」方法で視覚芸術の一般的な評価を高めた作家を表彰するために2006年に設立された。賞金25,000ドルと安藤忠雄氏がデザインした賞品が授与される。
カールトン・カレッジは2015年6月13日、卒業式の一環として名誉文学博士号を授与した。その7年後、彼は「画家、制度、運動を紹介または再検討し、優しい評価と冷静な反論を提供する、親しみやすく献身的な美術批評に対して」ピューリッツァー賞の批評部門にノミネートされた。

## 私生活
シェルダールは、公の場で "L "と呼んでいた女性と結婚し、後に離婚した。ニューヨーク在住。元女優のドニー・ブルック・アルダーソンと亡くなるまで結婚。二人の間にはエイダ・カルフン・シェルダールという子供が一人おり、彼女はエイダ・カルフンの名で執筆活動を行っている。
2019年、シェルダールは肺がんと診断された。2022年10月21日、ニューヨーク州ボビナの自宅で死去。享年80歳。